# Pyramica reliquia
Pyramica reliquia är en myrart som först beskrevs av Ward 1988.  Pyramica reliquia ingår i släktet Pyramica och familjen myror. Inga underarter finns listade i Catalogue of Life.

## Bildgalleri